# Очіпок
Очі́пок (очепок, чепе́ць, чіпе́ць, ка́пту́р, ка́пор, чепа́к, керпа) — обов'язковий головний убір заміжніх жінок у стародавній Україні. Розрізняють твердий очіпок — шився на зразок шапки, на підкладці — та м'який очіпок (чушка), який одягався під твердий очіпок, або використовувався як самостійний.
Жінка, що була у шлюбі, знімала очіпок лише перед сном. Повсякденний очіпок, у якому ходили в хаті і коло хати, виготовляли з дешевих матеріалів, тоді як святковий — з дорогих тканин (парчі, плису, тафти, шовку, оксамиту), куплених у місті. Бідніші жінки виготовляли святковий очіпок з полотна, яке рясно вишивали ґарусом.

## М'який очіпок

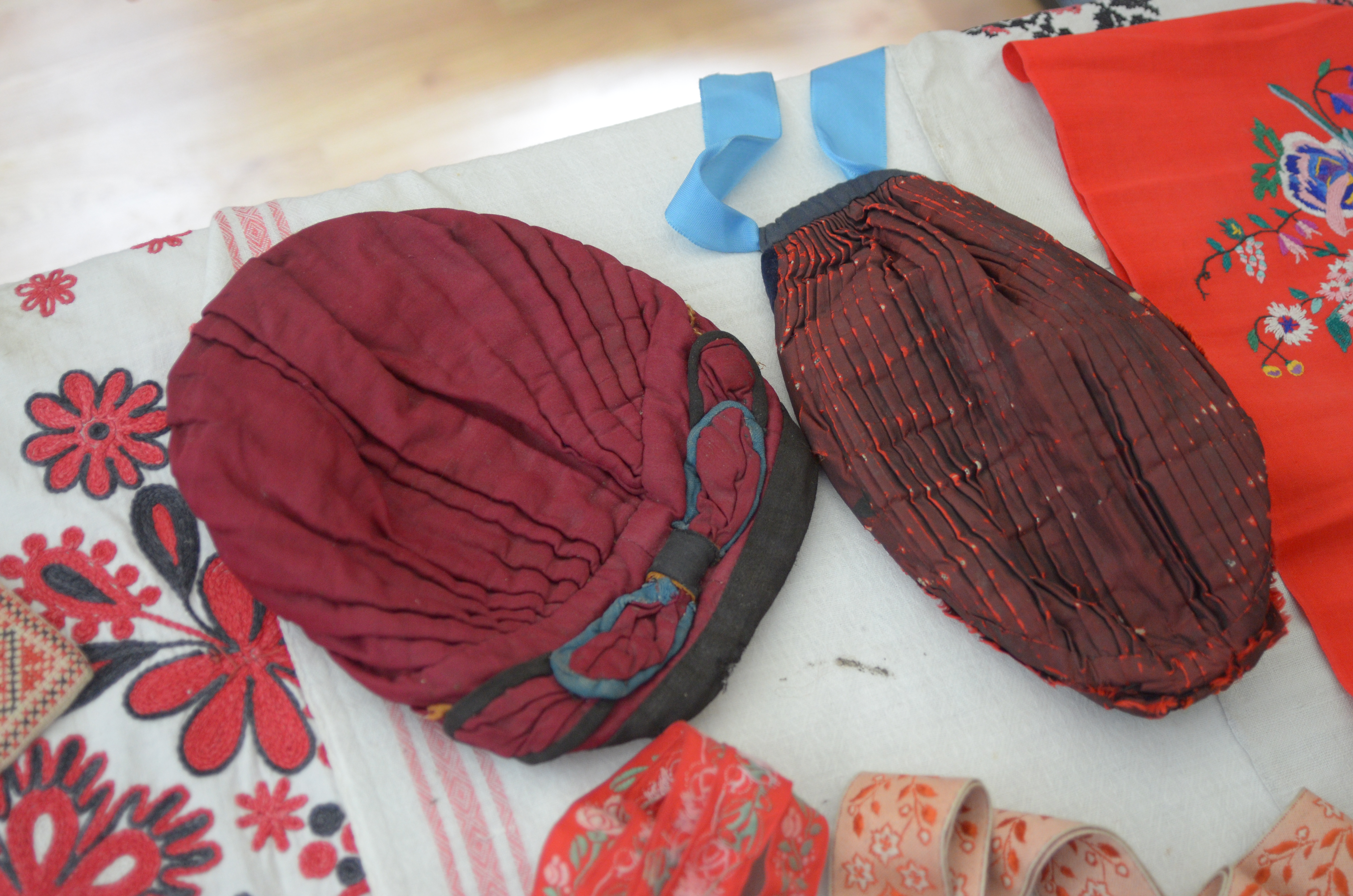
М'які очіпки

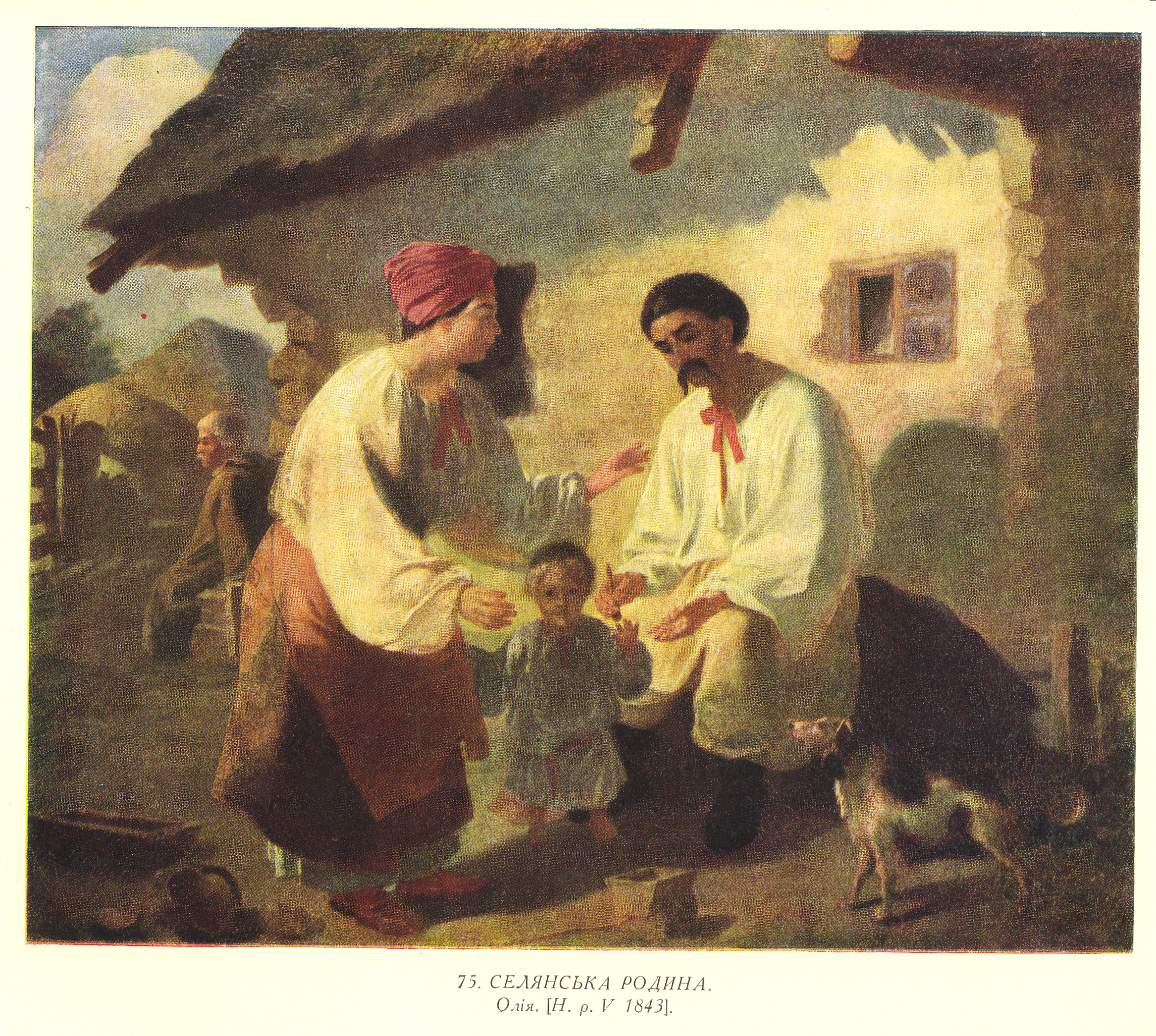
Селянська родина. Тарас Шевченко

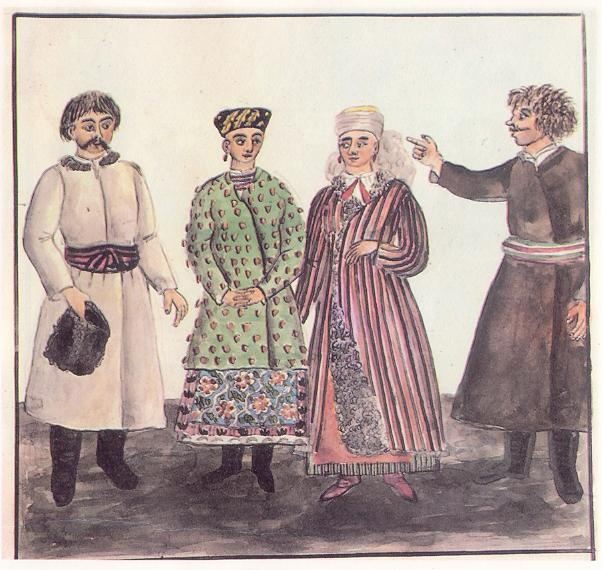
Замальовка Домініка Де ля Фліза

М'які очіпки називали «чушка» (Київщина, Чернігівщина), «збірник» (Полтавщина), «зборник» (Черкащина), «капор» (Дніпропетровська та Кіровоградська області), «каптурчик» (Вінниччина), «ковпак», «чепець» (Волинь, Рівненщина, Тернопільщина),«капур» (Черкащина). Вони виконували функцію утримування волосся.
Збірник являв собою м'яку шапочку на підкладці, що стягувалась ззаду шнурком, щільно прилягала до голови, і волосся не вибивалось назовні.
М'які очіпки за конструкцією і способом стягування поділялись на такі види: з круговим стягуванням, з потиличним стягуванням, з пришивкою-стьожкою і зав'язками, з пришивкою-стьожкою і застібками.
М'які збірники шили переважно з недорогих тканин: полотна, сатину, ситцю, байки. Вони складалися з обідка — смуги тканини, ширина якої визначалась місцевими традиціями, а довжина дорівнювала обхвату голови; і денця — часто округлого. Обідок пришивали до денця і стягували ззаду шнурком та зав'язували або застібали. Денце могли декорувати вишивкою, мереживом, складками тощо.
Крім наведеної форми у деяких місцевостях, зокрема на Лемківщині побутували зборники, що прилягали до голови, закривали скроні, вуха і волосся над чолом. Їх декорували спереду дрібним рясуванням та мереживом.
На заході України також зустрічалися м'які очіпки, в'язані з білих або кольорових лляних або конопляних ниток. В'язали їх технікою плетіння на кроснах.

## Твердий очіпок
У XIX столітті на східній Україні поруч з м'якими очіпками-зборниками побутували очіпки, що мали твердий каркас. Їх називали: «очіпок», «капор», «шоломок», «каптур».
Виготовлявся такий очіпок з купованої тканини (парчі, оксамиту, тафти, шовку) різних кольорів (як однотонних, так і строкатих). Для виготовлення очіпка використовувався шматок такої тканини, попередньо укріплений зі споду твердим папером і пришитими щільно одна до одної соломинками. Ця солома називалась кичкою.
Тверді очіпки мали різноманітну форму: круглі з обідком, однорогі з виступом над чолом, дворогі, гребенеподібні з виступом над чолом і потилицею.
Круглі очіпки мали високий обідок, який ззаду не зшивали, а пришивали до нього зав'язки.
Денце очіпка з двома гребенями було поділене посередині по горизонталі складкою-«перекладом», одна частина очіпка виступала над чолом, інша — над потилицею. Такі сідлоподібні очіпки з двома гребенями були відомі лише на східній Україні.
На Київщині і Полтавщині носили очіпки з двома рогами спереду.
Також використовували очіпки-«каптури» з чотирма ріжками. Їх поєднували з наміткою, тоді як з хусткою використовували лише дворогі очіпки.

## Регіональні особливості
На Західному Поділлі м'які очіпки мали ажурне денце, до якого пришивали широку (7-10 см) смугу білого полотна.
На заході Бойківщини м'який очіпок був червоним із зеленим мереживним денцем. Він стягувався на потилиці вовняним шнурком, який потім обкручували навколо голови, а кінці опускали на спину. Кінці завершувалися кутасами з червоних, зелених та жовтих вовняних ниток.
На Закарпатті м'який очіпок мав вигляд шапочки з полотна, до якої пришивали «чічку» з «лелітками» — три фабричні стрічки, фабричне чорне мереживо і десять квіток-«леліток» блакитного та рожевого кольорів. Верхню блакитну стрічку оздоблювали вишитими квітами та галузками. Задню частину очіпка збирали у складки, до яких пришивали рожеву стрічку, декоровану рослинним орнаментом.
У Великоберезнянському районі Закарпаття та Сколівському районі Львівщини м'які очіпки мали ажурне денце і невисокий обідок, обтягнутий полотном. Ззаду до нього пришивалися дві чорні стрічки, прикрашені рослинним орнаментом. Під стрічками розміщували металеві кільця. У Славському та Турківському районах з-під такого очіпка опускали на спину дві вовняні коси-«уплетини», що закінчувались китичками.
На Львівщині жінки носили м'який ажурний очіпок, доки не ставали матір'ю. Потім вбиралися в твердий очіпок, поверх якого зав'язували хустку.
На Вінниччині побутували очіпки, які формою нагадували сучасний берет, виготовлялися з полотна, фарбованого в жовтий колір, а округлий верх мали рясно вишитий квітами гладдю.
У Чигиринському районі Черкащини «чушки» були з випуклим верхом, підбиті клоччям, мали полотняну підкладку. По краях вони оздоблювалися кривулькою, плисом. У Чорнобаївському районі такі очіпки вишивали ґарусом.
Ажурні м'які очіпки також були відомі наприкінці XIX століття на Херсонщині, де їх в'язали гачком з білих, м'яких, майже не зсуканих ниток, які купували в крамницях у вигляді круглих моточків. Крій їх був таким самим, як у очіпків з тканини, проте при в'язанні враховували форму зачіски і ззаду вив'язували мішечок, аби помістити туди скручене волосся.
У Володимир-Волинському районі Волинської області очіпок з твердим обідком і ажурним денцем пов'язували ситцевою хусткою з вузликом над чолом.
У рівнинних районах Буковини вбиралися у твердий очіпок — «фез», що мав чотирикутний випуклий верх із чотирьох шматків картону, вкритих сукном.
У східних районах Гуцульщини носили твердий човникоподібний очіпок — «каптур».
У Новгород-Сіверському районі твердий очіпок з обідком мав циліндричну форму з плоским дном, на Полтавщині та Київщині — злегка заокруглену. Денце робили у складочки на Харківщині та Полтавщині. Також на Полтавщині верх очіпка іноді розширювали. Видовжені еліпсоподібні очіпки носили у Полтавській та Чернігівській областях, гребенеподібні — на Слобожанщині та Полтавщині, біля Лубен також однорогі, круглі, конусоподібні з виступом над чолом, також там іноді робили у очіпку розрізи біля вух і називали його «очіпок з вушками».
Тверді очіпки на Черкащині зустрічаються переважно на лівому березі Дніпра. Їх полотняну підкладку часто підклеювали житнім тістом. Якщо очіпок був вишитий ґарусом, то вишивку фіксували просяним тістом. Очіпок з круглим дном вистеляли соломою. Перед іноді прикрашали стрічкою.
Рогаті очіпки побутували у південно-західній Бойківщині на початку XIX століття. Такий очіпок вишивали червоними, зеленими та синіми нитками.

## Значення очіпка
Збити очіпок жінці (дівчата очіпка не носили) — означало завдати їй сорому. Тадей Рильський у статті «До вивчення українського народного світогляду» писав: "Я пам'ятаю випадок, коли семилітній хлопчина, граючись, скинув очіпок заміжній жінці в товаристві. Жінка розплакалася від образи, що він змусив її, чесну молодицю «світити волоссям». Я пам'ятаю, наскільки безуспішними були якось мої спроби утішити гнів однієї молодиці на іншу, головним чином задля того, що остання її «розчіпчила».

## Сучасність

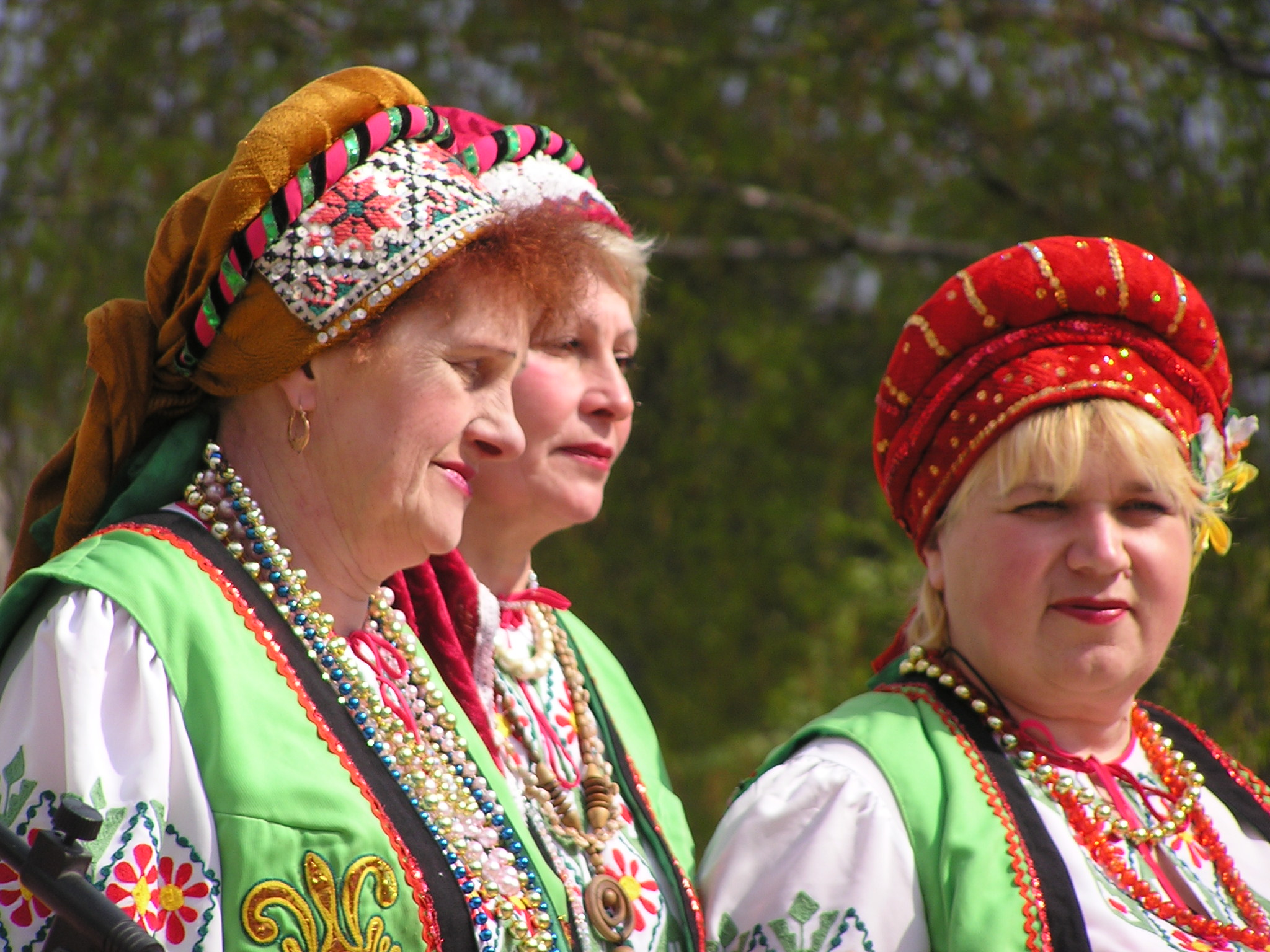
Сучасні очіпки Донецьк

Наприкінці XIX — початку XX сторіччя очіпки уже виходили з ужитку. Жінки, народжені у перші роки XX століття, пам'ятали, що очіпок був у мами, але власного не мали. У західних областях очіпок протримався до 30-х років, а у Карпатах та на Поліссі ще трохи довше. Як реліктовий, цей головний убір затримався по всій Україні до середини XX століття.
В наш час деякі народні майстри повертаються до виготовлення стилізованих очіпків.

## Галерея

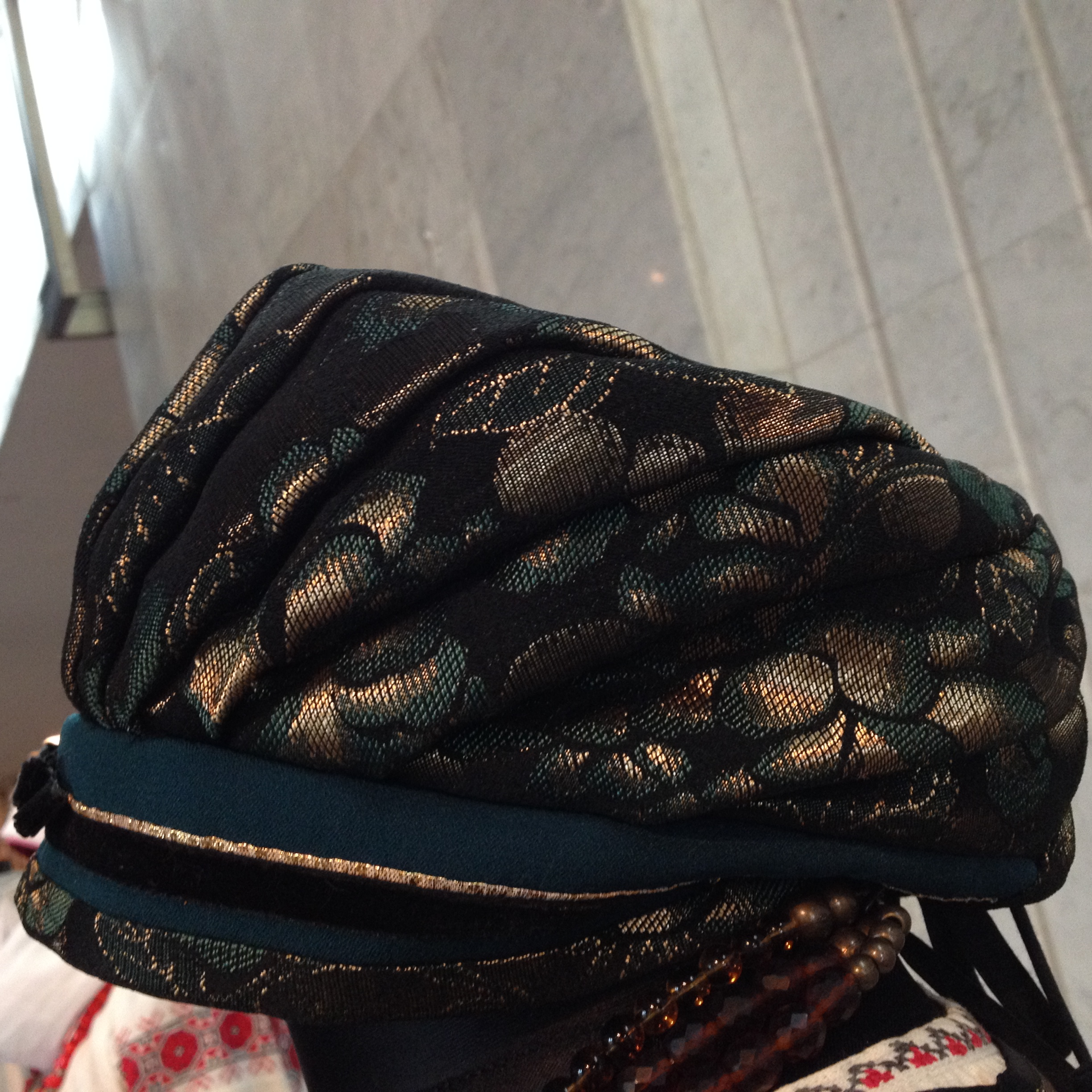
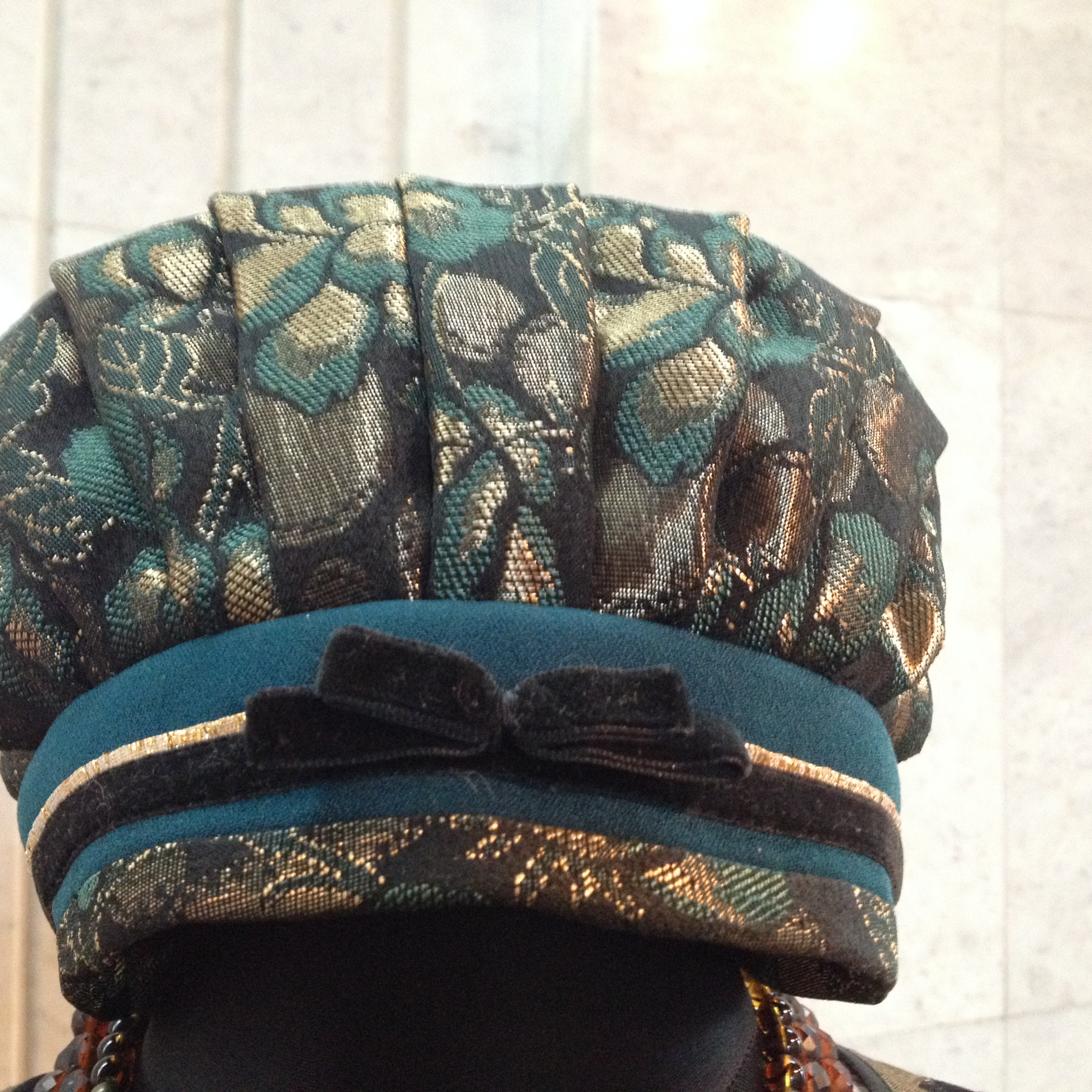
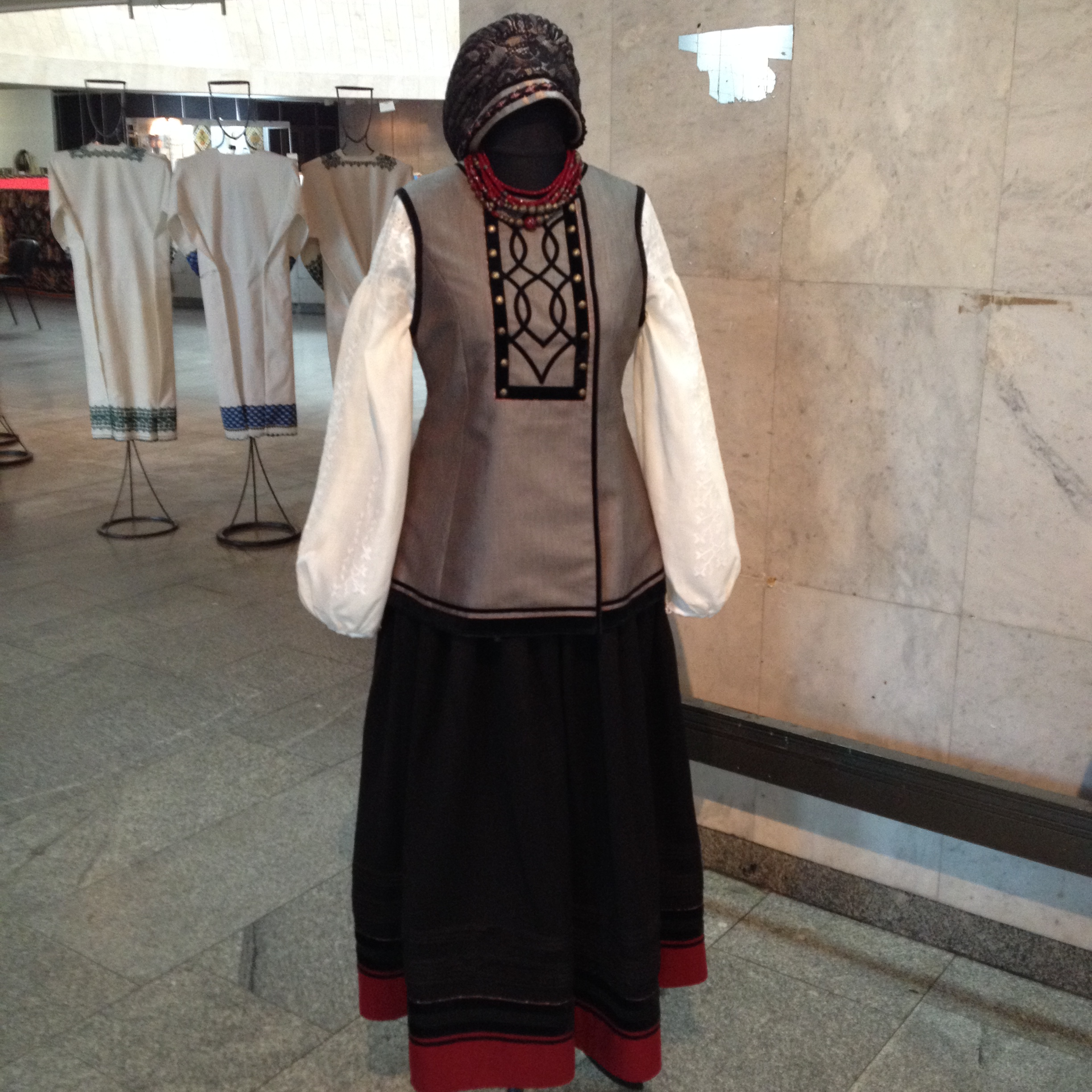
Полтавщина
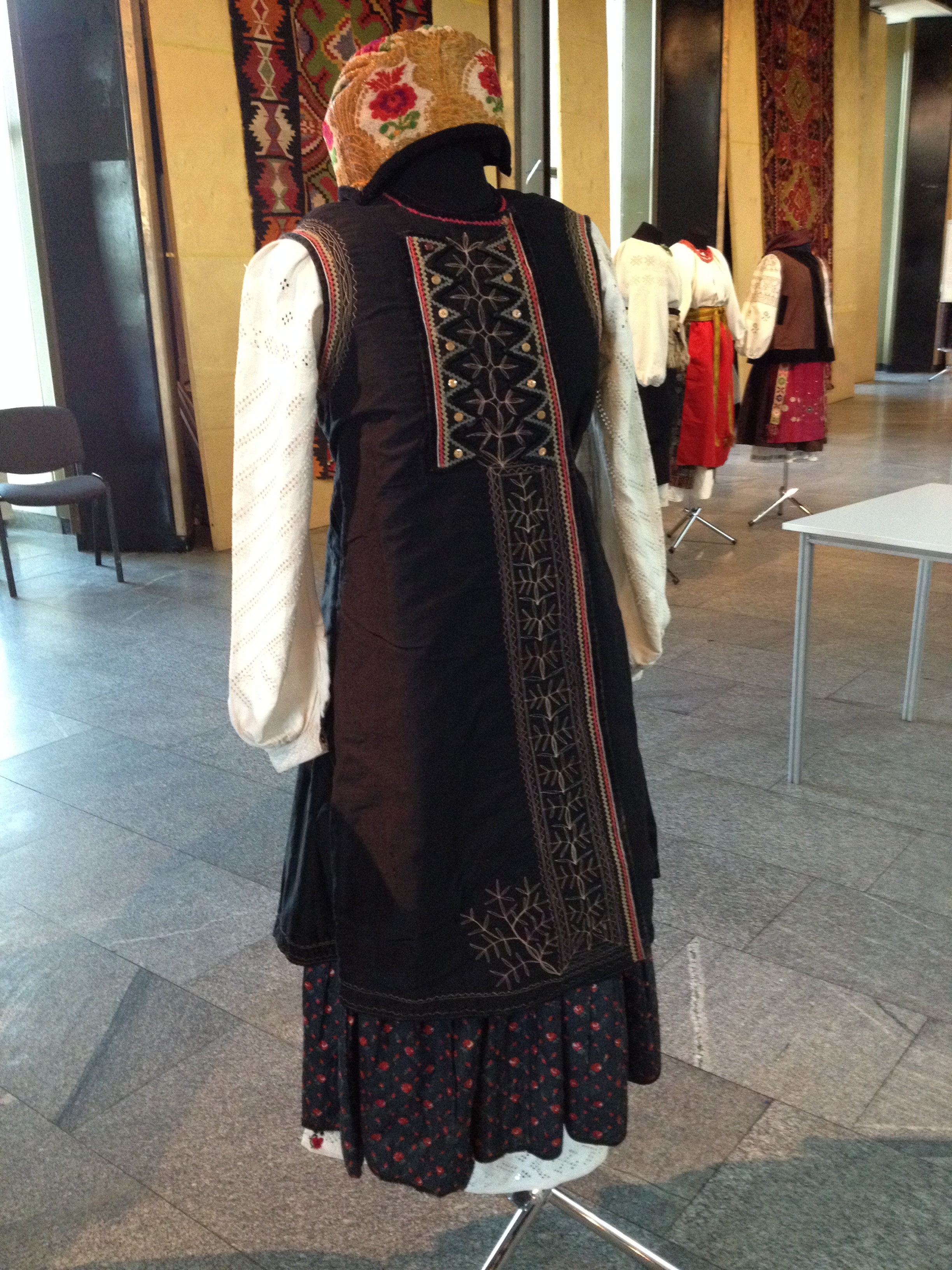
Полтавщина
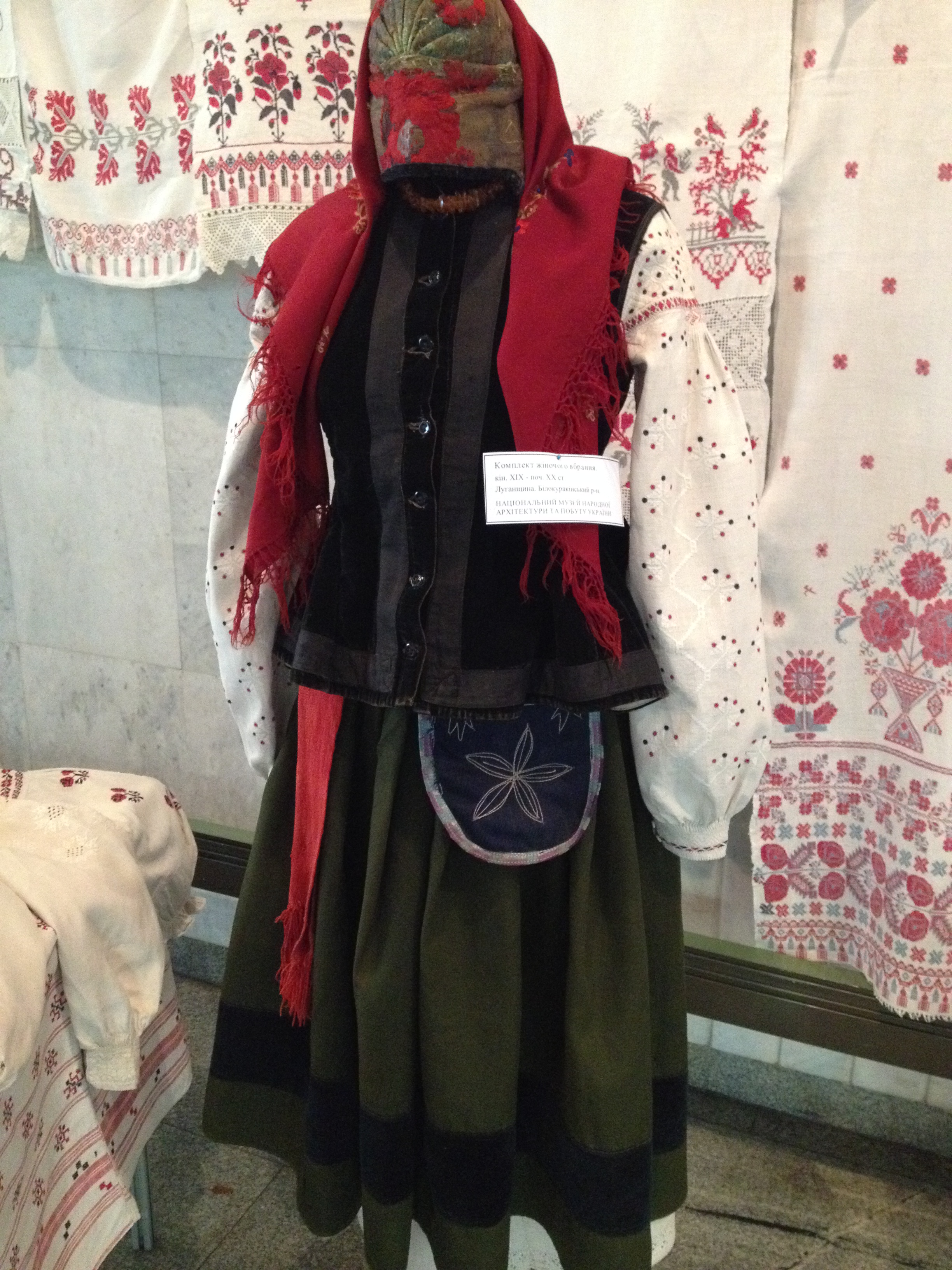
Луган. обл., Білокуракінський р-н
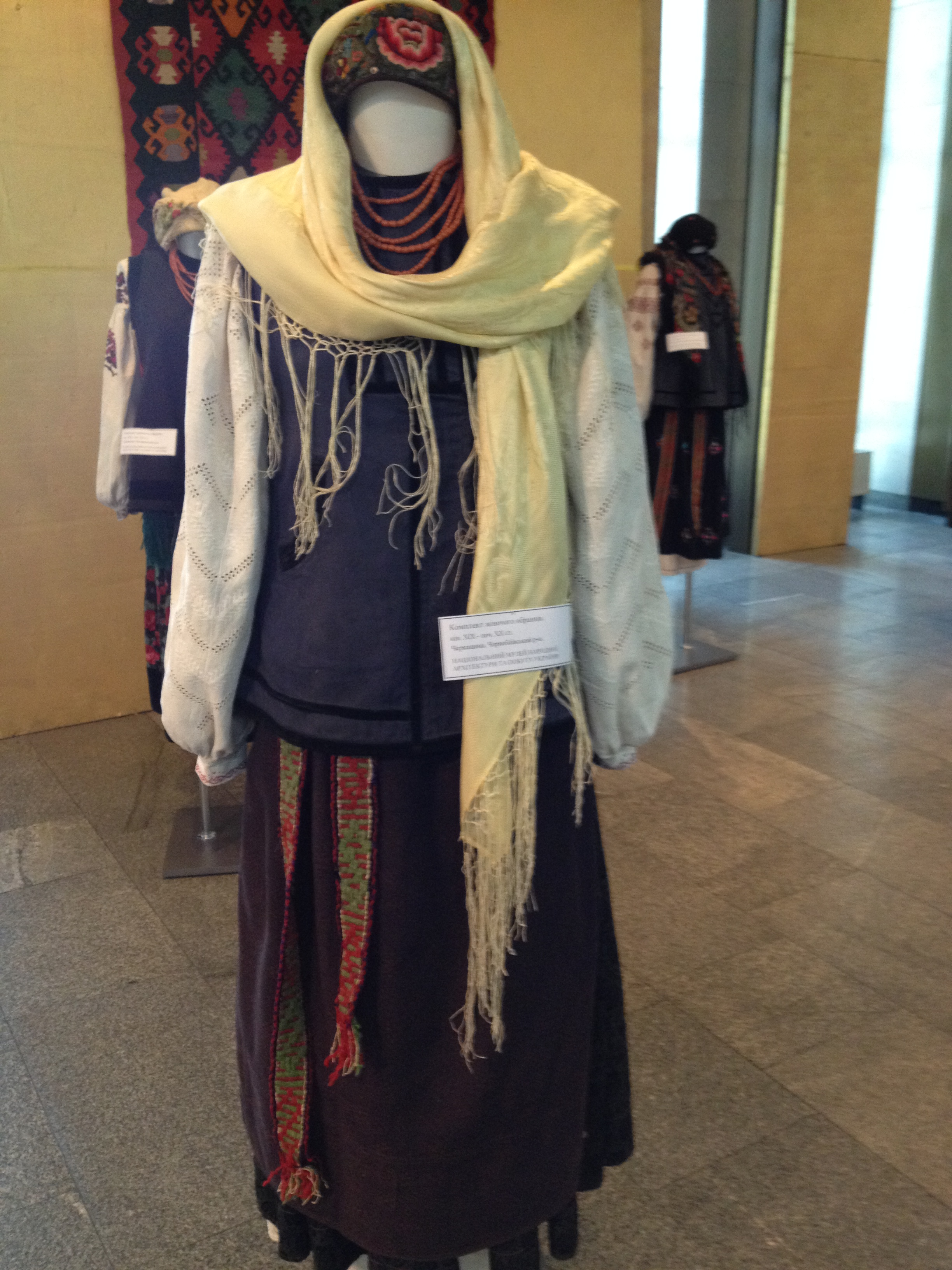
Черкаський стрій. Чорнобаївський р-н
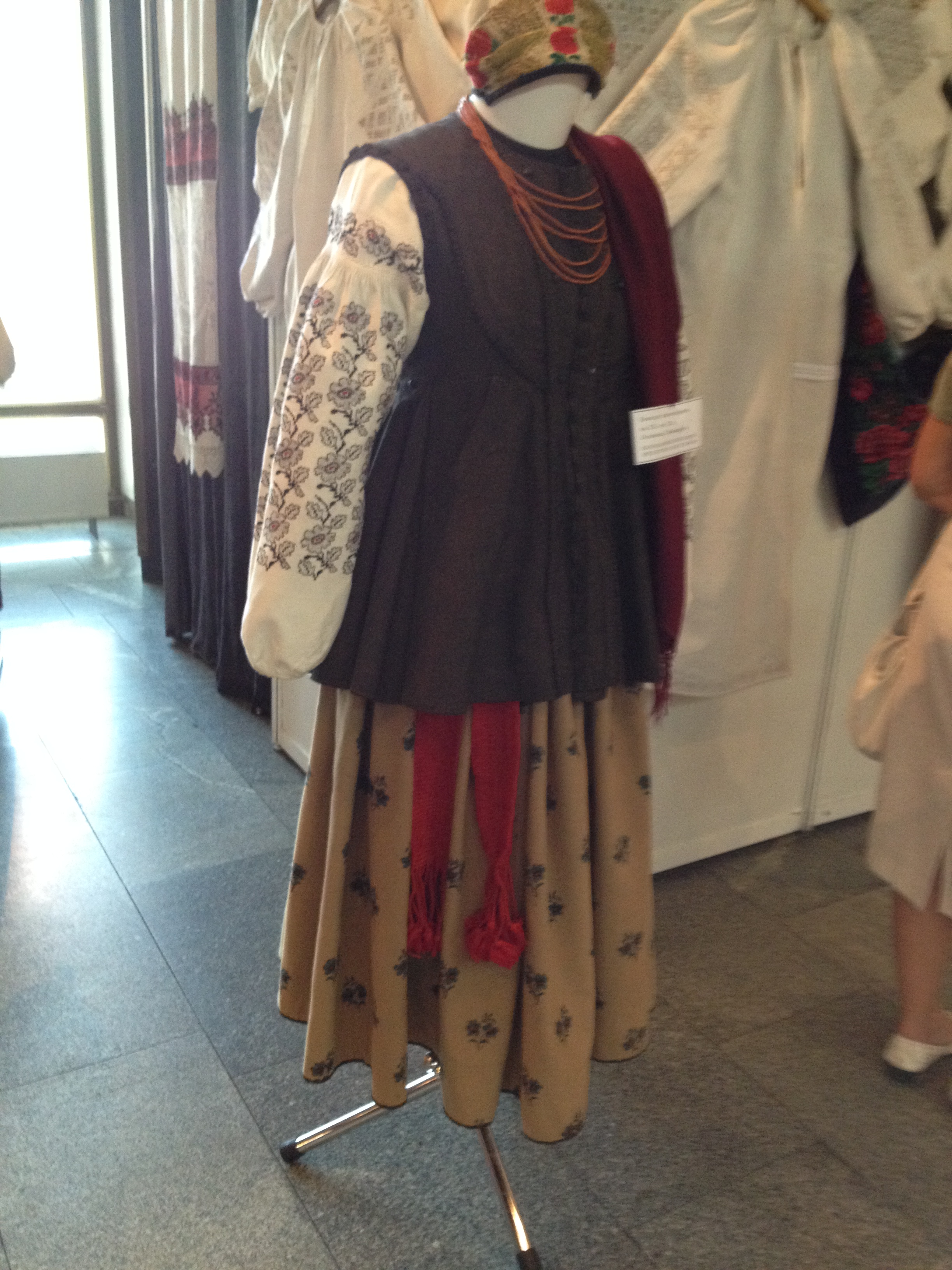
Чернігівський стрій
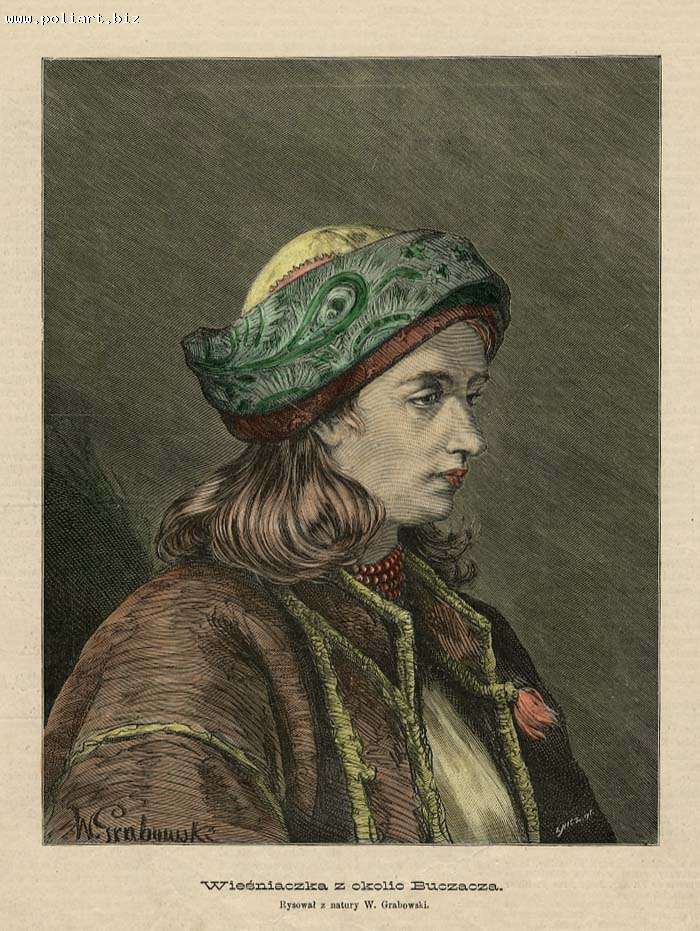
Бучач 1885
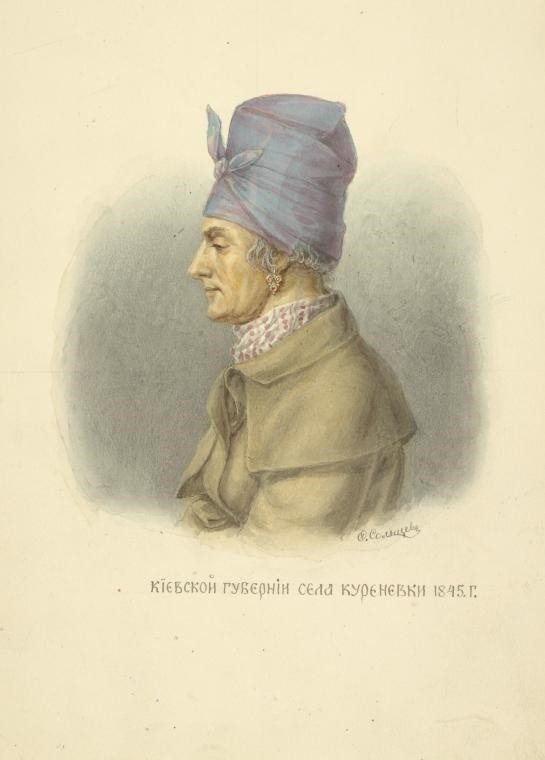
Київ 1845
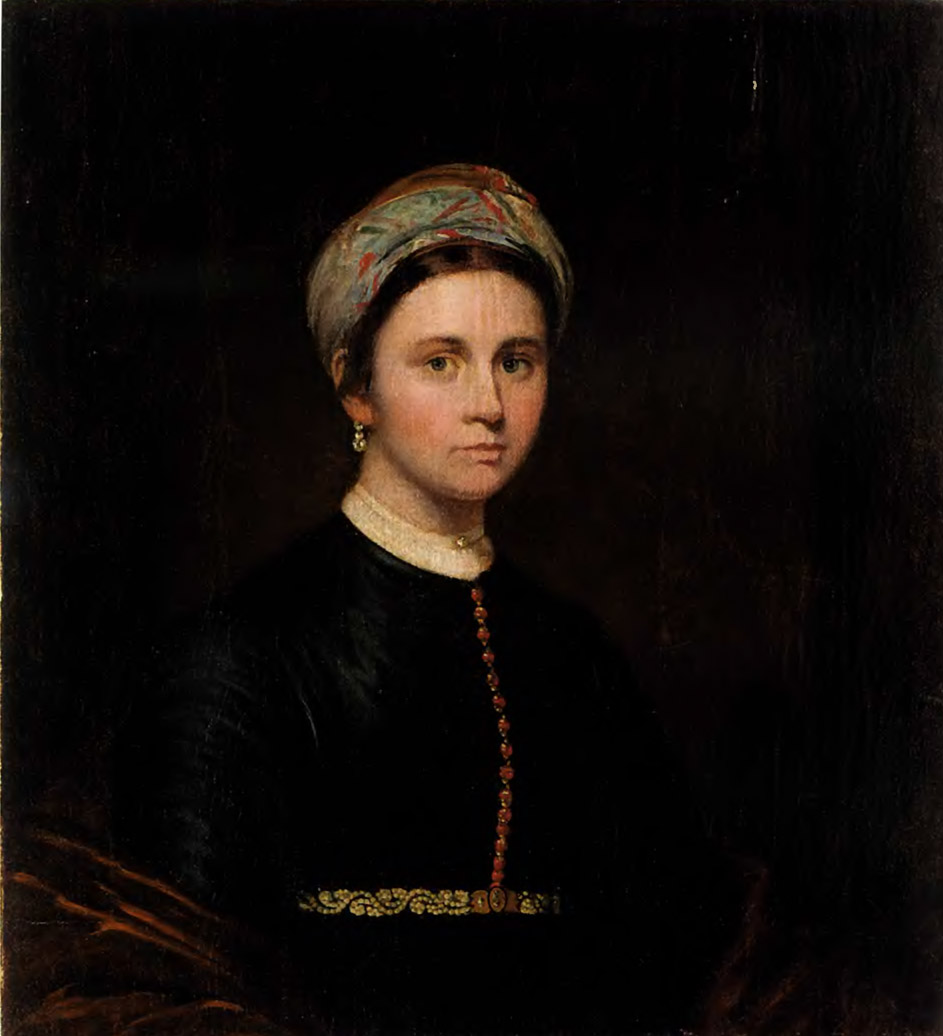
Наддніпрянщина 1820-ті